# Daniel Brands
Daniel Fabian Brands (Deggendorf, 17 de julio de 1987) es un tenista profesional de Alemania.

## Carrera
Su nombre completo es Daniel Fabian Marcas, y considera a su saque como su mejor arma. Su superficie favorita son las pistas de tierra batida y las de hierba. Según él los mejores momentos de su carrera fueron las semifinales conseguidas en el Torneo de Múnich, la tercera ronda en el Torneo de Hamburgo en julio de 2009 y haber llegado a la cuarta ronda en el Campeonato de Wimbledon 2010. Los jugadores que admiraba de niño fueron Pete Sampras, Goran Ivanišević y Roger Federer. Es entrenado por su compatriota Klaus Langenbach.
Su ranking individual más alto logrado en el ranking mundial ATP, fue el n.º 51 el 19 de agosto de 2013. Mientras que en dobles alcanzó el puesto n.º 154 el 19 de mayo de 2008.
Hasta el momento ha obtenido 9 títulos de la categoría ATP Challenger Series, seis de ellos fueron en la modalidad de individuales y los tres restantes en dobles.

### 2006 - 2008
En el año 2006 ganó su primer título Future en República Checa.
En febrero de 2007 llegó a la final en el Challenger de Wolfsburgo perdiendo ante el holandés Robin Haase y en junio en el Challenger de Almaty (perdió con su compatriota Simon Greul). Avanzó a cuartos de final en los challengers de Astaná, Fergana , Timisoara, Freudenstadt y Rimouski.
Durante la temporada 2008 consiguió una marca Challenger de 29-16 (partidos ganados-perdidos) y capturó su primer título profesional en el Challenger de Timisoara derrotando en la final al español Daniel Muñoz de la Nava. Llegó a semifinales en el Challenger de Wolfsburgo y cuartos de final en Challengers en Sarajevo, Kyoto, San Remo, Dresdén, Eckental, Seúl, Donetsk, Cherkasy y Freudenstadt. Clasificó para su primer torneo Grand Slam en Roland Garros (perdió ante el ruso Tursunov). Clasificó en el Torneo de Kitzbühel y llegó a la segunda ronda.

### 2009
El alemán terminó al final de año en el ranking n.º 92 con un récord de 35-23 en el circuito Challenger con un título y cinco semifinales. En el juego del ATP World Tour, avanzó a su primera semifinal en Múnich en el mes de mayo (perdiendo ante Mijaíl Yuzhni en tres sets). Dos meses después llegó a la tercera ronda en Hamburgo, obteniendo su primera victoria sobre un Top 10, sobre el n.º 7 Gilles Simon. Cerró la temporada en casa con el título en el Challenger de Eckental derrotando en la final a su compatriota Dustin Brown, luego consiguió semifinales en Aachen (perdió ante Rajeev Ram) y Salzburgo (perdió con Michael Berrer). Consiguió un récord personal de $ 165.713.

### 2010
El alemán finalizó en el Top 110 por segundo año consecutivo destacando por su actuación en el Campeonato de Wimbledon donde alcanzó la cuarta ronda(perdió ante el eventual finalista Tomáš Berdych). Venció al clasificado n.º 10 del mundo Jo-Wilfried Tsonga a cinco sets en Roland Garros en la primera ronda. Después, ascendió en el ranking al puesto n.º 66 el 5 de julio. También llegó a cuartos de final en Bangkok, derrotando a Bakker antes de caer ante Benjamin Becker. Ganó el Challenger de Monza derrotando en la final al español Pablo Andújar) y llegó a la final en Túnez (perdió ante Acasuso) en abril. Finalizado con una marca de 13-7 en Challengers y de 9 a 19 en el ATP World Tour.

### 2013
El alemán terminó en el final de año en el n.º 54 del ranking mundial, destacando en alcanzar los cuartos de final en 6 ocasiones. Los mejores resultados fueron las semifinales en Doha (perdió ante Richard Gasquet). También semifinales en Múnich (derrotó al n.º 10 Janko Tipsarević y perdió ante Kohlschreiber), en mayo. Llegó a cuartos de final en Dubái y en Basilea . En los torneos Grand Slam, terminó con un récord de 2-4, llegó a segunda ronda en el Australian Open (perdió ante Bernard Tomic) como calificador y Wimbledon (perdió ante Berdych). Cayó en la primera ronda del Roland Garros ante el eventual campeón Rafael Nadal. Se convirtió en el segundo jugador en ganar un set a Nadal en la primera ronda en Roland Garros (después de Isner que le ganó dos en 2011), perdiendo en cuatro sets. También cayó en primera ronda en el US Open. Hizo su debut en Copa Davis en el Grupo Mundial de play-off frente al Equipo de Copa Davis de Brasil, obteniendo una victoria ante Bellucci.  Compilan en total unos registros de 12-12 en asfalto, 10-8 en arcilla y 2-3 en césped. Además de 2-6 contra rivales Top 10.

### Copa Davis
Desde el año 2013 es participante del Equipo de Copa Davis de Alemania. Tiene en esta competición un récord total de partidos ganados/perdidos de 2/1 (2/0 en individuales y 0/1 en dobles).

## Títulos; 9 (6 + 3)
| Leyenda                        | Individuales | Dobles |
| ------------------------------ | ------------ | ------ |
| Grand Slam (tenis)\|Grand Slam | 0            | 0      |
| ATP World Tour Finals          | 0            | 0      |
| ATP World Tour Masters 1000    | 0            | 0      |
| ATP World Tour 500 Series      | 0            | 0      |
| ATP World Tour 250 Series      | 0            | 0      |
| ATP Challenger Series          | 6            | 3      |

### Individuales
| N.º | Fecha      | Torneo                     | Superficie    | Oponentes en la final   | Resultado      |
| --- | ---------- | -------------------------- | ------------- | ----------------------- | -------------- |
| 1.  | 28.07.2008 | Challenger de Timisoara    | Tierra batida | Daniel Muñoz de la Nava | 6-4 7-6        |
| 2.  | 02.11.2009 | Challenger de Eckental (1) | Carpeta (i)   | Dustin Brown            | 6-4 6-4        |
| 3.  | 05.04.2010 | Challenger de Monza        | Tierra batida | Pablo Andújar           | 6-7(4) 6-3 6-4 |
| 4.  | 10.07.2011 | Challenger de Oberstaufen  | Tierra batida | Andreas Beck            | 6–4, 7–63      |
| 5.  | 27.11.2011 | Challenger de Helsinki     | Dura          | Matthias Bachinger      | 7–62, 7–65     |
| 6.  | 04.11.2012 | Challenger de Eckental (2) | Carpeta       | Ernests Gulbis          | 7–60, 6–3      |

### Dobles
| N.º | Fecha      | Torneo                | Superficie | Compañero          | Oponentes en la final      | Resultado         |
| --- | ---------- | --------------------- | ---------- | ------------------ | -------------------------- | ----------------- |
| 1.  | 26.05.2007 | Challenger de Fergana | Dura       | John Paul Fruttero | Lukáš Rosol Martin Slanar  | 7-61, 7-5         |
| 2.  | 16.06.2007 | Challenger de Astaná  | Dura       | Adam Feeney        | Kamil Čapkovič Ivan Dodig  | 6-2, 6-4          |
| 3.  | 11.05.2008 | Challenger de Dresde  | Tierra     | Jun Woong-sun      | Ilija Bozoljac Dušan Vemić | 2-6, 7-64, [10-6] |

## Clasificación en torneos del Grand Slam
| Torneo               | 2013 | 2012 | 2011 | 2010 | 2009 | 2008 | Títulos |
| -------------------- | ---- | ---- | ---- | ---- | ---- | ---- | ------- |
| Abierto de Australia | 2r   | Q1   | 1r   | 1r   | -    | -    | 0       |
| Roland Garros        | 1r   | Q3   | 1r   | 1r   | 1r   | 1r   | 0       |
| Wimbledon            |      | Q1   | Q1   | 4r   | -    | -    | 0       |
| US Open              | -    | 2r   | -    | 1r   | -    | -    | 0       |